# Assemblee cristiane in Argentina
Le Assemblee cristiane sono un gruppo di chiese pentecostali originatesi in seguito alla predicazione a Buenos Aires, in Argentina, di Luigi Francescon, Lucia Menna e Giacomo Lombardi tra 1909 e 1910.
Il nome iniziale adottato dalla prima comunità pentecostale del paese fu quello di Asamblea Cristiana Reunidos en el Nombre de Jesús.

## Storia
L'origine della più antica comunità di Buenos Aires risale al 1909 quando, in seguito alla richiesta di Lucia Menna i cui parenti erano emigrati in Argentina, Luigi Francescon e Giacomo Lombardi si imbarcarono per raggiungere la capitale argentina approdandovi nel mese di aprile. La loro permanenza fu di circa un anno durante il quale visitarono varie località del circondario.
Dai primi gruppi organizzati come "congregazioni" ebbero origine le varie Asambleas cristianas. La loro struttura autonoma le ha portate ad una notevole crescita ma anche, in ragione di divergenge dottrinali e organizzative a dividersi, nel tempo, in almeno quattro grandi gruppi.
Nel 1916 giunse a Buenos Aires il missionario Narciso Nartucci accompagnato da Francisco Anfuso e furono ospitati dalla sorella di questo, Rosalia coniugata Mingrino; il gruppo familiare si convertì alla fede pentecostale e ad esso si aggiunsero altri. Nel 1917 il gruppo di credenti era cresciuto e dovette cercare locali più ampi per le riunioni.
La più antica, Asamblea Cristiana Evangélica, conta un centinaio di chiese in Argentina. La "Chiesa madre" si trova sin dalla fondazione a Villa Devoto, Buenos Aires, e conta circa 500 membri.
La più grande delle denominazioni, che ha il nome di Asamblea Cristiana Dios es Amor, ha sede a Santa Fe e conta circa 900 comunità nel territorio argentino oltre a quelle in Paraguay, Uruguay, Cile e Bolivia.
Nel 1965, la Asamblea Cristiana de Villa Loncha si è fusa con la Congregazione cristiana nel Brasile del Brasile, prendendo il nuovo nome di Congregación Cristiana en la Argentina; si compone di circa 180 chiese.
Un ramo minore, la Iglesia Cristiana Bíblica è affiliata al Consiglio mondiale delle Chiese.

## Chiese derivate
- Asamblea Cristiana Evangélica;
- Asamblea Cristiana Dios es Amor;
- Iglesia Cristiana Biblica;
- Congregación Cristiana en la Argentina (già Asamblea Cristiana de Villa Loncha);